# Anni dorati
Anni Dorati è un album della cantante italiana Marcella Bella, pubblicato nel 1995 dalla CGD.

## Il disco
Marcella torna a incidere per la CGD, casa discografica che l'aveva tenuta a battesimo negli anni '70, rileggendo le più belle melodie degli anni Quaranta e Cinquanta; da Perfidia, a Lanterna Blu, passando per Amado Mio, cantando in italiano e spagnolo. Il disco è confezionato da Gianni Bella, con la collaborazione di Geoff Westley. Un'operazione discografica singolare, che le fa guadagnare il plauso della critica e che la vede impegnata in una breve tournée primaverile in alcuni dei più prestigiosi teatri italiani, accompagnata da una grande orchestra.

## Tracce
1. Perfidia
2. Chi sarà
3. Ancora
4. Te vojo ben
5. Lanterna blu
6. Negro Zumbon
7. Tua
8. Te Quiero Dijiste
9. Non So Dir (Ti Voglio Bene)
10. Chissà, Chissà, Chissà
11. Addormentarmi così
12. Amado mio

## Formazione
- Marcella Bella – voce
- Mikal Reid – chitarra elettrica, programmazione
- Saverio Principini – basso
- Geoff Westley – tastiera, programmazione, pianoforte
- Franco Brambati – chitarra acustica
- Saretto Bella – tastiera, programmazione
- Adi Souza – percussioni, cori
- Daniele Moretto – tromba, flicorno
- Alberto Buzzi – sassofono tenore
- Paolo Tomelleri – sassofono contralto, clarinetto
- Bell Souza Dos Santos, Gianni Bella – cori